# Ilovaisk
Ilovaisk (en ucraniano: Іловайськ, en ruso: Иловайск) es una ciudad ucraniana perteneciente al óblast de Donetsk. Situado en el este del país, hasta 2020 pertenecía al área municipal de Jartsizsk, pero hoy es parte del raión de Donetsk y del municipio (hromada) de Jartsizsk.
La ciudad se encuentra ocupada por Rusia desde la guerra del Dombás, siendo administrada como parte de la de facto República Popular de Donetsk.

## Geografía
Ilovaisk se encuentra a 54 km de Donetsk.

## Historia
Ilovaisk fue fundada en 1869 a raíz de la construcción del ferrocarril Járkov-Taganrog, toma su nombre de una propiedad de la familia Ilovaiski. El sitio experimentó un rápido desarrollo, convirtiéndose en un cruce ferroviario, tras la apertura de otras líneas ferroviarias.
Durante la revolución rusa de 1905, la lucha política en la ciudad desembocó en enfrentamientos armados. Después de la derrota de los insurgentes en Jórlivka, los cosacos llegaron al pueblo y arrestaron a los miembros del comité de huelga. Ilovaisk tiene estatus de ciudad desde 1938.
A partir de mediados de abril de 2014, los paramilitares rusos capturaron varias ciudades en el óblast de Donetsk, incluida Ilovaisk. Aquí tuvo lugar la batalla de Ilovaisk el 7 de agosto de 2014 durante guerra del Dombás, cuando las Fuerzas Armadas de Ucrania y los paramilitares ucranianos comenzaron una serie de intentos para capturar lIlovaisk de los insurgentes prorrusos afiliados con la República Popular de Donetsk (RPD). El 19 de agosto de 2014, las fuerzas ucranianas aseguraron el centro de la ciudad y a la mañana siguiente afirmaron que tenían control sobre la mitad de la ciudad. Las milicias prorrusas retomaron la ciudad a partir del 1 de septiembre de 2014. En 2014, las fuerzas prorrusas ofreció salvoconducto a soldados ucranianos en Ilovaisk. Sin embargo, se les traicionó, emboscándoles y masacrándoles.

## Demografía
La evolución de la población de Ilovaisk entre 1923 y 2022 fue la siguiente:
| 3065                                                          | 6145 | 15 222 | 21 947 | 19 676 | 20 435 | 21 076 | 17 620 | 16 143 | 15 949 | 32 531 | 15 395 |
| (Fuente: Cities & Towns of Ukraine y UKRAINE: Größere Städte) |      |        |        |        |        |        |        |        |        |        |        |

Según el censo de 2001, la lengua materna de la mayoría de los habitantes, el 82,6 %, es el ruso; del 16,8 % es el ucraniano.

## Economía
El centro de su economía es el transporte ferroviario, que ocupa al 40 % de la población activa. También posee una industria de fabricación de bloques de hormigón.

## Personas importantes
- Stanislav Hurenko (1936-2013): político soviético ucraniano y miembro del Partido Comunista Soviético.
- Mijaíl Tolstij, conocido Givi (1980-2017): teniente coronel de las milicias de la autoproclamada República Popular de Donetsk.